# Luo Siao-ťüan
Luo Siao-ťüan (čínsky pchin-jinem Luò Xiǎojuān, znaky 骆晓娟; * 9. června 1984, Čchang-čou, Čína) je čínská šermířka. Na Letních olympijských hrách v Londýně 2012 získala zlatou medaili v kordu družstev.